# Eric van der Burg
Eric van der Burg, né le 9 octobre 1965 à Amsterdam, est un homme politique néerlandais. Membre du Parti populaire pour la liberté et la démocratie (VVD), il est sénateur à la Première Chambre des États généraux depuis le 11 juin 2019. Van der Burg est auparavant bourgmestre d'Amsterdam par intérim du 26 octobre au 4 décembre 2017, à la suite de la nomination de Kajsa Ollongren en tant que vice-Première ministre et ministre des Affaires intérieures et des Relations au sein du Royaume.

## Biographie

### Engagement à Amsterdam
Après des études inachevées en droit à l'université libre d'Amsterdam (VU), Eric van der Burg est élu au conseil municipal d'Amsterdam en 2001. En 2010, il devient échevin chargé de la santé, des sports, de l'aéroport, ainsi que du personnel et des services municipaux, lorsque l'exécutif municipal se compose du Parti populaire pour la liberté et la démocratie (VVD), du Parti travailliste (PvdA) et de la Gauche verte (GL). En 2014, il est reconduit en tant qu'échevin, avec à sa tâche la santé et le bien-être, les personnes âgées, les sports et les espaces publics et de récréation, lorsqu'une coalition municipale se forme entre son parti et les Démocrates 66 (D66) et le Parti socialiste (SP).
En octobre 2017, le bourgmestre Eberhard van der Laan décède d'un cancer du poumon. Kajsa Ollongren, premier échevin dans l'ordre protocolaire municipal, lui succède par intérim. Au bout de 20 jours, elle est demandée pour entrer au gouvernement. Eric van der Burg, en tant que deuxième échevin, est appelé à devenir bourgmestre d'Amsterdam de façon intérimaire, indiquant qu'il suspend dès lors toutes ses participations aux événements liés à son parti, afin de respecter l'indépendance politique de la fonction. En décembre, Jozias van Aartsen devient bourgmestre intérimaire sur proposition de Johan Remkes, alors commissaire du Roi en Hollande-Septentrionale, afin que le processus de sélection d'un nouveau bourgmestre puisse se dérouler avec l'exécutif municipal concentré sur ses fonctions. Van der Burg indique ne pas être candidat à la fonction.

### Sénateur des Pays-Bas
En 2018, les libéraux se retrouvent dans l'opposition, Van der Burg reprenant un mandat de conseiller municipal. Élu sénateur à la Première Chambre lors des élections sénatoriales de 2019, il prend ses fonctions en juin, après avoir démissionné du conseil municipal amstellodamois en mars pour se concentrer sur la campagne.